# Хайнрих фон Рамел
Хайнрих фон Рамел (на немски: Heinrich von Ramel; * пр. 1550; † 11 февруари 1610) е благородник от стария род Рамел от Померания, кралски датски канцлер, дворцов маршал и имперски граф, дипломат, вице-доминус на Камин, наследствен господар на Вустервитц и на манастир в Ноймарк.

## Живот
Той е син на Герд фон Рамел (1561 – 1616) и съпругата му Маргарета фон Масов. Внук е на Паул фон Рамел († 1590) и София (Катарина) фон Белов.
Хайнрих фон Рамел следва в университета в Падуа. По-късно той е на служба при крал Стефан Батори в Унгария и след това е две години в канцеларията на султана в Константинопол. С този си паспорт той дълго пътува в Ориента и след това служи като съдия и канцлер при херцог Йохан Фрдрих от Померания.
През 1587 г. пруският крал Фридрих II го прави германски канцлер (тогава Шлезвиг-Холщайн е част от Дания). По-късно той става дворцов майстер в двора на крал Кристиан IV, на когото е и възпитател. Той има множество врагове и лоши съветници понеже всъщност е германец. През 1599 г. въпреки това става имперски съветник и също е в народното събрание (1597 – 1610). Хайнрих строи дворец в Бекаског.
През 1584 г. Хайнрих фон Рамел от линията Вустервитц става датски аристократ и през 1664 г. шведски аристократ. През 1770 г. фамилията Рамел е издигната на шведски фрайхерен. Фамилията живее днес като фрайхерен в Швеция.

## Фамилия
Първи брак: на 2 февруари 1589 г. във Фленсбург с Абел фон Рантцау († 1596), полусестра на граф Фридрих фон Алефелдт (1551 – 1607), дъщеря на граф Даниел фон Рантцау (1534 – 1589) и Доротея фон Алефелдт († 1599), вддовица на граф Ханс фон Алефелдт († 1559), дъщеря на граф Франтц фон Алефелдт (1490 – 1559) и Катарина фон Погвиш († 1599). Те имат две дъщери:
- Маргарета фон Рамел (* 1591; † 6 януари 1667, Кранген), омъжена за Йоахим фон Подевилс (* 1576/1578; † сл. 1612)
- Анна фон Рамел, омъжена за Малте Иверсен Жуул (1594 – 1648)

Втори брак: на 29 юли 1599 г. с Елзо Брахе († 28 април 1619, Лунд). Бракът е бездетен.